# شهرستان استامبولوو
شهرستان استامبولوو (به بلغاری: Stambolovo Municipality) یک شهرستان در بلغارستان است که در استان خاسکوو واقع شده‌است. شهرستان استامبولوو ۲۷۶٫۸۴ کیلومتر مربع مساحت و ۵٬۹۳۴ نفر جمعیت دارد.